# Ligne de Boulogne-Ville à Calais-Maritime
La ligne de Boulogne-Ville à Calais-Maritime est une ligne de chemin de fer française d'une longueur de 44,2 kilomètres, à double voie et à voie normale. Elle relie les gares de Boulogne-Ville et de Calais-Ville, depuis la fermeture de la gare de Calais-Maritime en 1994. Elle est entièrement située dans la région des Hauts-de-France.
Mise en service en trois étapes (en 1848, 1849 et 1867) par la Compagnie des chemins de fer du Nord, elle est électrifiée en 1994. Elle a vu circuler tout au long de son histoire les trains reliant la France à la Grande-Bretagne via les ports de Boulogne et Calais, jusqu'à l'ouverture du tunnel sous la Manche en 1994. Le trafic ayant alors été détourné par Lille et la LGV Nord, elle n'assure plus depuis qu'un trafic à vocation nationale et surtout régionale.
Elle constitue la ligne no 314 000 du réseau ferré national.

## Histoire

### Chronologie
- 1er septembre 1848 : ouverture de la section entre Les Fontinettes et Saint-Pierre-lès-Calais (voir ligne de Lille aux Fontinettes)
- 20 août 1849 : ouverture de la section entre Saint-Pierre-lès-Calais et la gare de Calais-Maritime
- 26 juin 1857 : concession de la ligne à la Compagnie des chemins de fer du Nord
- 26 juillet 1861 : prorogation de la concession (les travaux n'ont pas commencé)
- 7 janvier 1867 : mise en service par la Compagnie du Nord de la ligne entre Boulogne et les Fontinettes
- mai 1994 : mise en service de l'électrification

### Premières études
La loi du 27 juin 1833 met un fond de 500 000 francs à la disposition du gouvernement pour réaliser des études sur les principales lignes de chemin de fer nécessaires au pays. Les premiers tracés à l'étude ont tous Paris comme point de départ et pour le nord, le choix s'est porté sur un chemin de fer « de Paris à Lille, avec embranchement sur Boulogne, Calais, Dunkerque et Valenciennes ». Pour ce chemin de fer du nord, les études sont réalisées par Louis-Léger Vallée, ingénieur en chef directeur des ponts et chaussées, qui justifie la desserte de Boulogne, Calais et Dunkerque par la complémentarité des trafics engendrés par ces ports.

### La concurrence des ports retarde la concession de la ligne

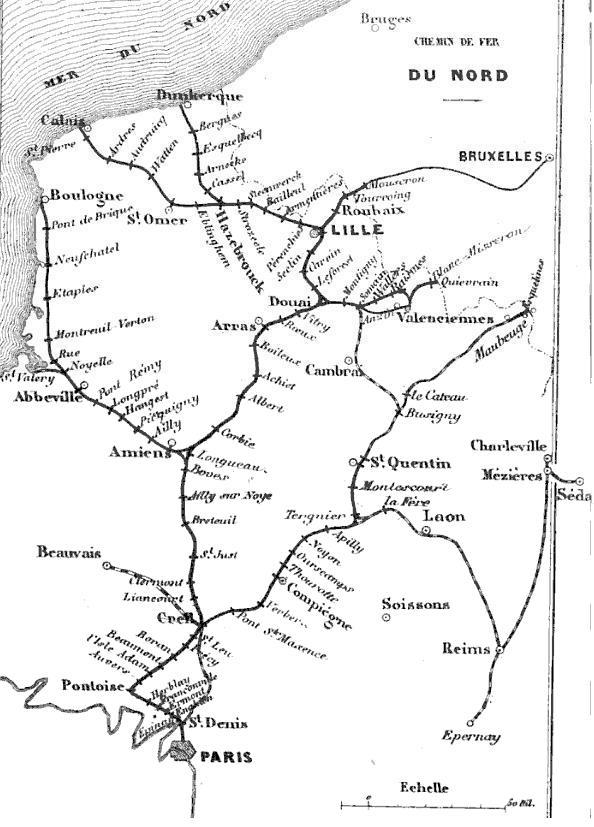
La carte des lignes du Nord en 1853.

La loi relative à l'établissement des grandes lignes de chemin de fer en France du 11 juin 1842 réactive les projets, y compris pour une liaison entre Boulogne et Calais. Mais la « question du chemin de fer » ravive l'opposition entre Boulogne et Calais et nourrit les affrontements entre les groupes de pression locaux, « c'est aussi un révélateur des concurrences maritimes qui opposent Calais et Boulogne sur la route de Londres à Paris ». 
En 1844, la réalisation d'une ligne entre Boulogne et Calais n'a pas les faveurs de la Commission pour l’examen des questions relatives aux tracés des chemins de fer en raison du profil difficile et du peu de clients attendus sur le tracé et des lignes sont attribuées pour desservir les trois ports mais sans lien entre Boulogne et Calais : ligne de Paris à Lille avec embranchements sur Calais et Dunkerque à la Compagnie des chemins de fer du Nord et la ligne d'Amiens à Boulogne à la Compagnie du chemin de fer d'Amiens à Boulogne.
En 1848, Boulogne et Calais sont chacune atteintes séparément par le chemin de fer : le 17 avril 1848, la ligne de Longueau à Boulogne-Ville est mise en service dans son intégralité, suivie le 1er septembre 1848 par la ligne de Lille à Calais. La première permet la mise en route de trains de Paris-Nord à Boulogne par Amiens, tandis que la seconde voit circuler des trains de Paris-Nord à Calais via Lille. Toutefois cette dernière a en réalité pour terminus Saint-Pierre-lès-Calais, un différend opposant la ville de Calais à la Compagnie du Nord sur l'emplacement de sa gare. Le terminus de Calais-Maritime, via Calais-Ville, n'est atteint que le 20 août 1849.
Après l'ouverture des lignes, la Compagnie du Nord réussit sur un parcours plus long à offrir aux voyageurs anglais un prix plus attractif pour un temps de parcours moindre jusqu'à Paris. Cette concurrence finit par fragiliser la petite Compagnie d'Amiens à Boulogne qui est obligée d'accepter une fusion absorption qui intervient le 19 février 1852. Néanmoins la Compagnie du Nord ne cherche pas à obtenir la concession de la ligne Boulogne-Calais car elle doute de sa rentabilité du fait de son tracé difficile et situé dans une région à faible population. Par ailleurs, le 4 janvier 1862, le trajet de Paris à Calais est réduit de 378 à 327 kilomètres, les trains évitant le détour par Douai et Lille pour emprunter un nouvel itinéraire plus court via Lens et Béthune. Ce sont les Anglais du General Post Office qui mettent la pression en menaçant, officiellement en 1856, de ne plus utiliser les services du Nord pour sa Malle des Indes si un trajet plus court n'était pas proposé.

### Concession et nouvelles tractations
La convention signée le 21 juin 1857 entre le ministre des Travaux Publics et la Compagnie des chemins de fer du Nord accorde à la Compagnie sept nouvelles lignes, dont un chemin de fer de Boulogne à Calais. Cette convention est approuvée par un décret impérial le 26 juin suivant. Il débute en se détachant de la ligne d'Amiens à Boulogne entre les stations de Neufchâtel et de Pont-de-Briques, et le délai pour l'exécution est de trois années à dater de la publication du décret de concession. Cette ligne permet de réduire la trajet de Paris à Calais d'environ 80 kilomètres.
Mais si le projet d'exécution est approuvé par une décision du 6 juillet 1860, la ville de Boulogne conteste le tracé imposé qu'elle juge inacceptable en l'état, considérant qu'il va détourner de son port les voyageurs pour l'Angleterre vu l'absence de transbordement et la traversée maritime plus courte offerte par Calais. Elle estime en outre que la Compagnie du Nord aura tout intérêt à privilégier la mise en circulation de trains express pour Calais plutôt que Boulogne, afin de bénéficier d'un plus long parcours plus rémunérateur. En conséquence, un nouveau tracé est mis à l'étude, dont le point de départ est nettement plus proche du port et de la gare existante de Boulogne : il se dirige vers le nord entre la ville basse et la ville haute, passe au droit du fort d'Onveau puis s'oriente vers la vallée de Wimereux avant de rejoindre le tracé initialement prévu à hauteur des usines de Marquise et à proximité des carrières de marbre.
Le 14 juin 1861, ce nouvel itinéraire est déclaré d'utilité publique par décret impérial. Le surcoût de ce nouveau tracé est assumé pour 1,5 million de francs par l'État par une subvention (loi du 2 juillet 1861), et pour 500 000 francs par la ville de Boulogne. Le 26 juillet 1861, un nouveau décret modifie celui de 1857 en indiquant, que la ligne débutera en se détachant de celle d'Amiens près de la gare de Boulogne, en un point déterminé ultérieurement par l'administration, et que le délai pour la réalisation est prorogé de trois années.

### Travaux et inauguration

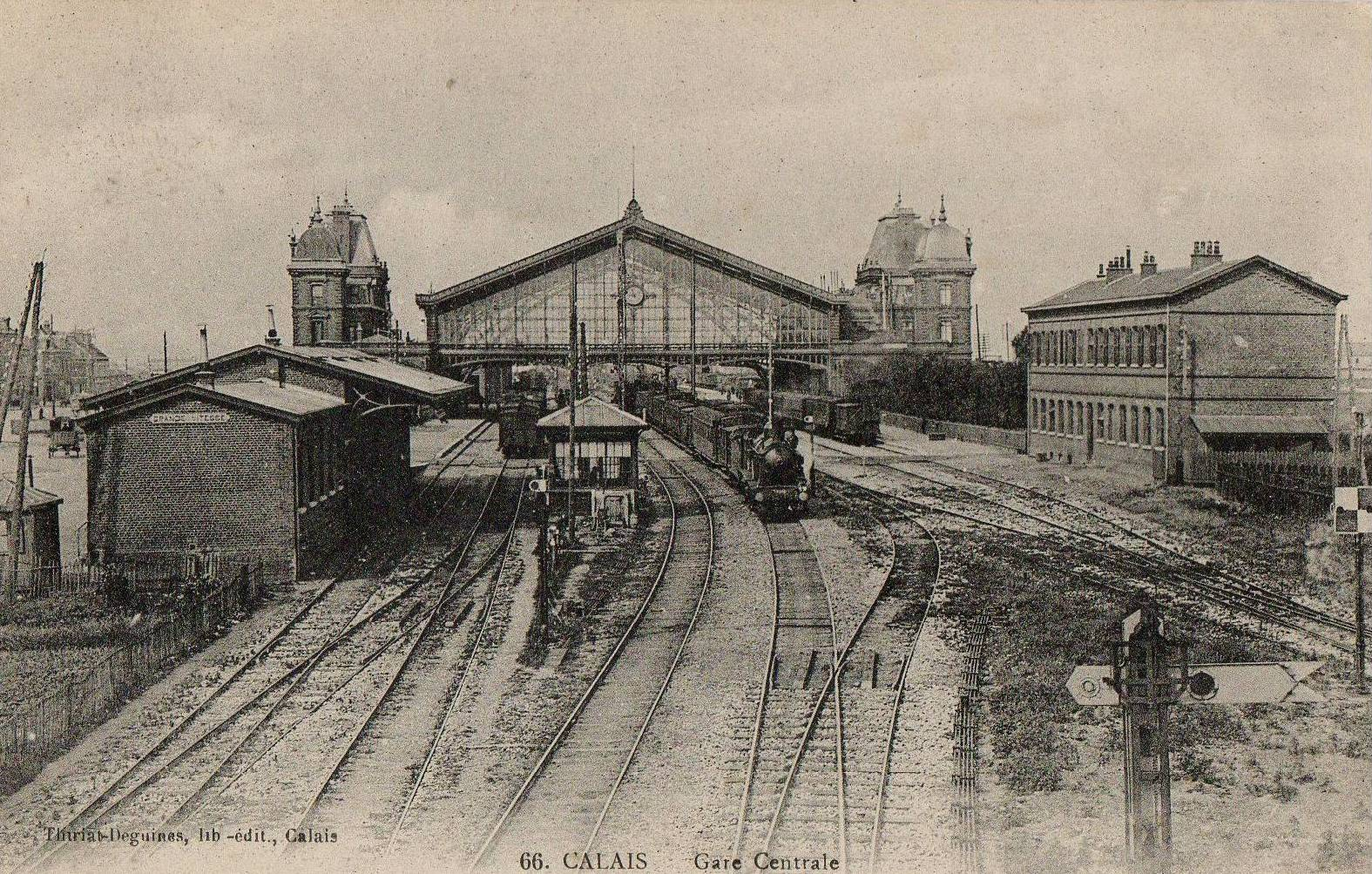
La gare de Calais-Ville vers 1910.

Sur le terrain le piquetage du tracé est effectué en 1861 puisqu'il ne reste que le raccordement sur la gare de Boulogne qui n'est pas défini. De ce fait les travaux débutent par la section de Marquise à Calais en octobre 1862 et seulement l'année suivante entre Boulogne et Marquise, dont la construction est rendue plus compliquée par la présence de plusieurs ouvrages d'art : le pont en pierre sur la Liane, le tunnel de Hauteville, le tunnel d'Odre et le pont de Wimereux. Le pic d'activité des travaux se situe en 1864 et la première section commencée est achevée en 1866. La section de Calais à Marquise est ouverte uniquement au trafic des marchandises le 22 avril 1866, Boulogne refusant son ouverture au voyageurs, ce qui permet néanmoins de desservir les usines de Marquise. Sur l'autre section de Boulogne à Marquise, d'importantes pluies provoquent des retards ce qui repousse au 24 novembre 1866 l'acte de réception de la ligne. La ligne est inaugurée et mise en service dans sa totalité le 7 janvier 1867,.
Le 15 janvier 1889, un nouveau tracé est mis en service entre les Fontinettes et Calais-Ville. Dix mois plus tard, la ligne atteint son terminus en gare de Calais-Maritime, après un parcours de 2 700 mètres à travers le domaine portuaire. Les bâtiments sud et nord de la gare de Calais-Ville sont quant à eux respectivement inaugurés les 6 juin 1889 et 3 novembre 1890 ; entre les deux, un vaste hall surplombe les voies. Au fil des années, les gares de Boulogne et Calais connaissent des agrandissements et sont dotées de dépôts de locomotives, Boulogne voyant l'implantation d'une gare de triage sur le site d'Outreau.
Durant la Première Guerre mondiale, un raccordement direct est mis en service à Coulogne reliant la ligne à celles de Lille et Dunkerque ; par ailleurs, une gare de triage est créée au sud de Calais à Rivière neuve. Puis durant les années 1920, la Compagnie du Nord équipe la ligne du block manuel Lartigue.

### La Seconde Guerre mondiale et ses conséquences

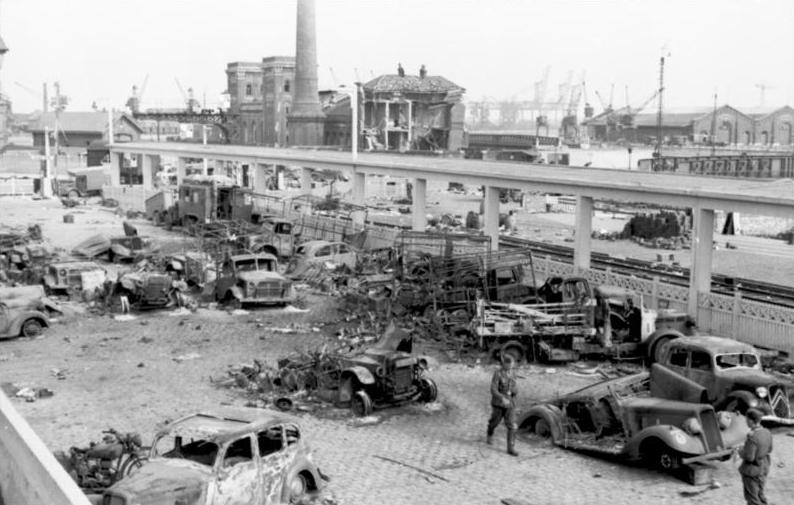
La gare de Calais-Maritime en mai 1940, après les bombardements et l'arrivée de la Wehrmacht.

Tracée le long du littoral de la Manche juste face à la Grande-Bretagne, la ligne a été particulièrement touchée par les évènements du second conflit mondial. Le 12 mai 1940, Calais subit les bombardements de la Luftwaffe et dès le 20 mai, l'armée allemande atteint la côte où règne une grande confusion, la population fuyant en masse vers le sud. Après la signature de l'Armistice en juin, les autorités allemandes décrètent « zone rouge » la zone littorale s'étendant de la baie de Somme à la frontière belge, susceptible de servir de point de départ à l'invasion de la Grande-Bretagne et la placent sous un commandement militaire de Belgique.
La ligne, dont la desserte est devenue minimaliste, voit a contrario circuler de nombreux convois militaires allemands, qui regroupent des troupes en vue d'un éventuel débarquement outre-Manche. La ville et le port de Boulogne font l'objet de plusieurs raids Alliés les 7 janvier, 14 août, 7 septembre puis 27 décembre 1941, puis le 1er avril 1942. L'année 1944 est marquée par la multiplication des bombardements particulièrement destructeurs, sur Boulogne le 12 puis 19 mai, le 14 juin et le 17 septembre, et sur Calais le 9 mai, tandis que la ligne est victime de nombreux sabotages. Boulogne et Calais sont libérées respectivement les 22 et 30 septembre 1944, mais les destructions sont considérables, les installations portuaires sont ravagées et les gares maritimes des deux villes sont anéanties. En ligne, la destruction du viaduc de Wimille interrompt les circulations de bout en bout.
En décembre 1944, la ligne est rouverte au trafic après plusieurs mois de déblaiement et le rétablissement provisoire des ouvrages, des voies et de la signalisation. Il faut alors vingt ans de travaux pour rétablir complètement la ligne et la moderniser. La reconstruction du complexe ferroviaire de Boulogne est engagée, avec celle de la ville et de son port. Du côté de Calais, la gare maritime est rétablie en 1956 et un nouveau bâtiment est mis en service en 1958, avec le concours de la chambre de commerce<. Le bâtiment des voyageurs de la gare principale, détruit lors du conflit, a laissé place à des baraquements provisoires ; un nouveau bâtiment moderne les remplace fin 1964. Celui-ci est érigé sur une dalle transversale au-dessus des six voies principales à quai, dans le prolongement du pont-route Jacquart.
À Boulogne, une nouvelle gare de Boulogne-Ville, établie sur la rive droite de la Liane, remplace l'ancienne, originellement en impasse et située en face sur la rive gauche du fleuve. Elle est mise en service le 27 mai 1962. Ce nouvel établissement est constitué d'un bâtiment des voyageurs sur deux niveaux reposant sur des pieux battus après remblaiement de l'ancien cours sinueux de la Liane, cinq voies à quai banalisées de 400 mètres avec abris parapluie et deux courtes impasses côté Amiens et côté Calais et un plateau de remisage de neuf voies. Elle compte par ailleurs une halle marchandises accompagnée de voies de débord, dont certaines, utilisées par le parc de matériel thermique en escale, permettent la démolition de l'ancien dépôt vapeur situé à l'origine du raccordement maritime. L'ensemble est contrôlé par un nouveau poste 5 de type électromécanique à 105 leviers.
Enfin, en 1976, le block automatique à permissivité restreinte (BAPR) est mis en service de Caffiers aux Fontinettes, remplaçant le block mécanique Nord. En 1980, il est étendu jusqu'à Wimille - Wimereux, tandis que le block automatique lumineux (BAL) est installé de Boulogne-Ville à Wimille.

### Impact du TGV Nord: modernisation et électrification de la ligne

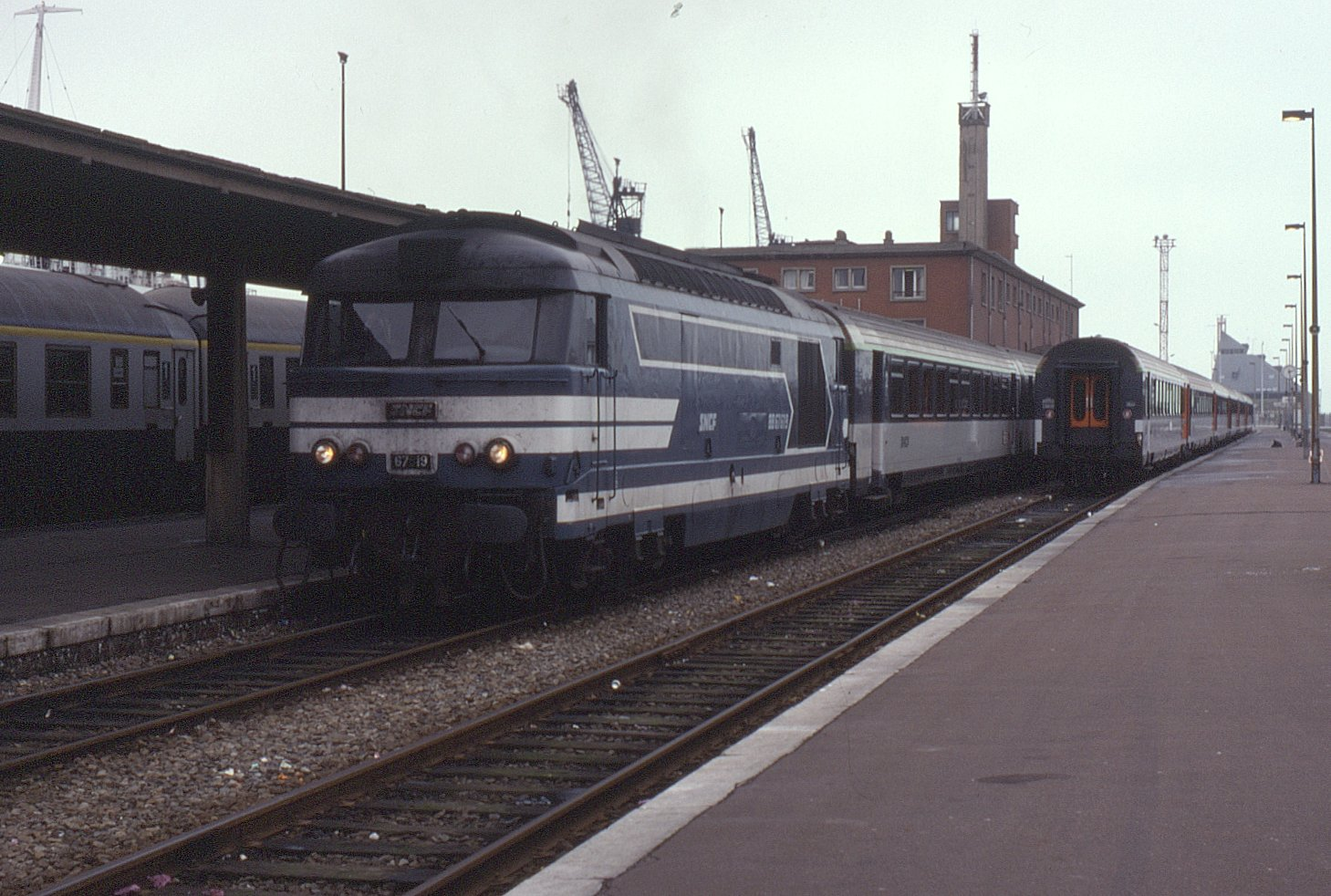
La gare de Calais-Maritime en 1993, peu avant sa fermeture.

À partir de 1988, un gigantesque chantier s'ouvre aux abords de Calais afin d'aménager le terminal transmanche de Coquelles, débouché français du tunnel sous la Manche, et l'arrivée de la LGV Nord le reliant à Paris via Lille. Dans ce contexte, l'électrification de la ligne de Boulogne à Calais, ainsi que celle d'Hazebrouck à Calais, est décidée pour permettre à des TGV de pouvoir desservir la gare de Boulogne-Ville après l'ouverture du tunnel sous la Manche,. Ce projet est inscrit dans le contrat de Plan entre l'État et la Région (1989-1993).
Afin d'aménager le vaste terminal Eurotunnel, les voies sont déplacées entre les points kilométriques (PK) 287 et 292, et banalisées. Les voies étant contiguës de celles de la LGV Nord, une gare dénivelée, commune aux deux lignes, est aménagée à Fréthun, avec jonctions de report en amont et en aval du nouvel établissement. Un nouveau poste d'aiguillage à relais à commande informatique (PRCI) est créé à Fréthun ; il remplace les anciens postes mécaniques 1 et 2 de Calais-Ville, le poste 1 de Calais-Manœuvres et celui des bifurcations de Coulogne. Il est mis en service le 16 mai 1993, un mois avant la mise sous tension du tronçon d'Hazebrouck à Calais-Ville et du tronçon de Lille à Fréthun de la LGV Nord. Début 1994, les gares maritimes de Boulogne et Calais ferment définitivement entrainant la suppression des trains les desservant, suivi de la dépose des voies.
L'électrification de la ligne Boulogne – Calais est quant à elle retardée : elle n'intervient qu'en mai 1994, après pose du block automatique lumineux (BAL) de Boulogne-Ville à Hesdigneul. L'alimentation en courant de traction est réalisée à partir des sous-stations de Ruminghem, alimentant déjà la LGV Nord et le tronçon Hazebrouck – Calais, et une nouvelle établie à Pont-de-Briques. Parallèlement, la parité des voies est inversée de Boulogne-Ville au PK 285,2, au sud de Calais - Fréthun, la voie 1 devenant la voie 2 et réciproquement. Une table de type poste d'aiguillage tout relais à câblage géographique (PRG) est installée au poste 5 de Boulogne-Ville, plus précisément de type électro-mécanique unifié, ce qui permet de supprimer les postes mécaniques 1, 3 et 4. Par ailleurs, deux postes d'aiguillage à relais à commande informatique (PRCI) sont mis en service à Marquise - Rinxent et Caffiers, ce dernier télécommandé par le premier.
Par ailleurs, une grande partie de la ligne est fermée à toute circulation commerciale du 21 novembre 2022 au 3 février 2023, en raison de travaux pour conforter un talus à Wimereux (à la suite de l'affaissement de ce dernier le 7 novembre 2022),.

## Caractéristiques

### Tracé

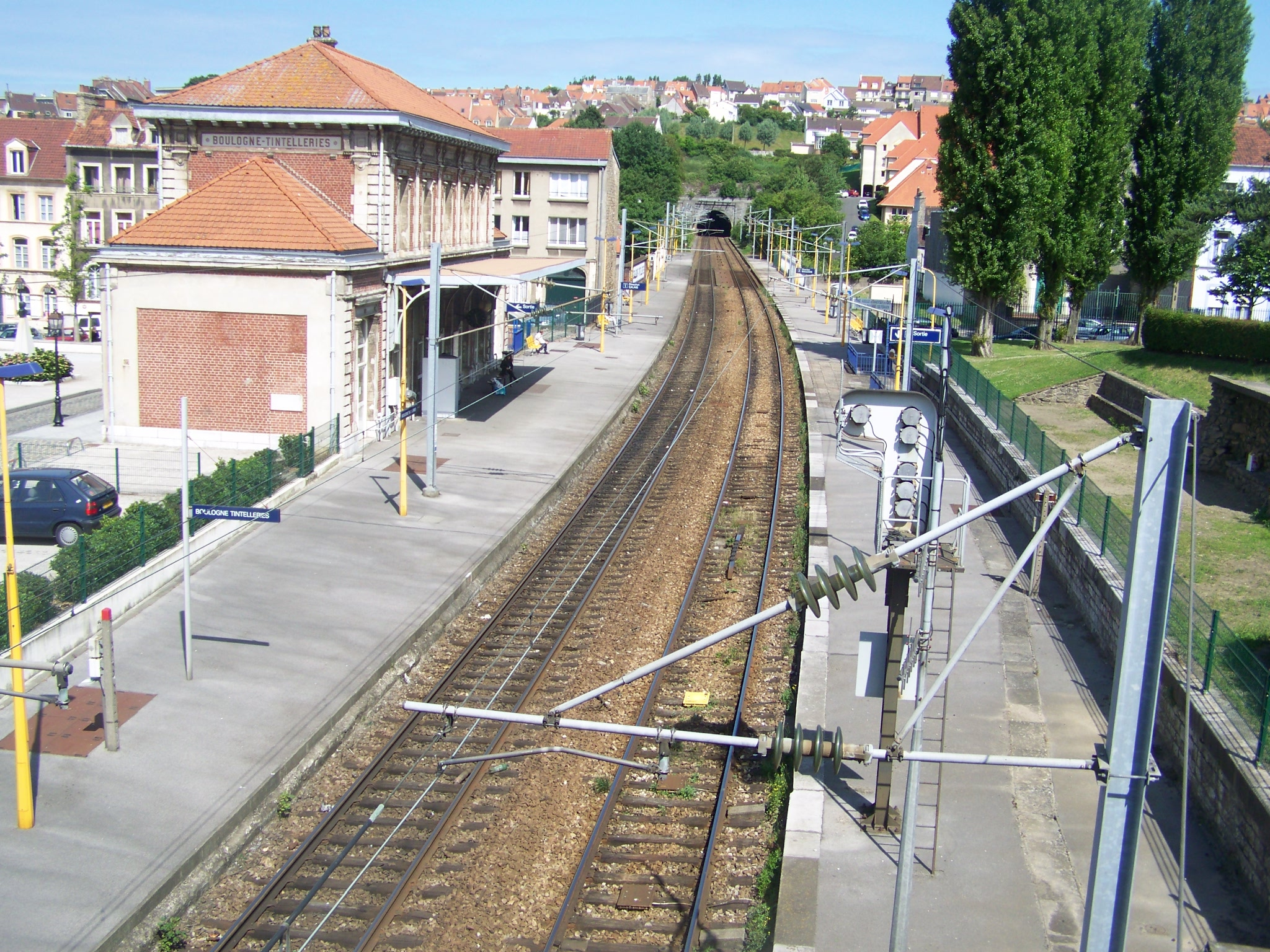
La gare de Boulogne-Tintelleries, avec au fond la tête sud du tunnel d'Odre.

La ligne de Boulogne-Ville à Calais-Maritime prend son origine, sur la rive gauche de la Liane, à la bifurcation d'Outreau (PK 252,285) où elle se détache de la ligne de Longueau à Boulogne-Ville franchit le fleuve côtier par le viaduc de la Liane, long de 148 mètres, avant d'arriver dans le faisceau des voies de la gare de Boulogne-Ville. Elle quitte cette gare par une courbe sur la gauche pour pénétrer dans le tunnel de Hauteville (dit aussi tunnel de la Citadelle ou de Boulogne), long de 511 m. Elle en ressort quelques dizaines de mètres avant la gare de Boulogne-Tintelleries, qu'elle traverse avant de pénétrer dans le tunnel d'Odre, long de 960 m, pour atteindre le bord du littoral au nord de la ville.
Ayant quitté la zone urbanisée, elle s'éloigne de la côte afin d'éviter les zones accidentées des caps Gris-Nez et Blanc-Nez. Par une courbe sur la droite, elle traverse le hameau de Terlincthun puis sur un axe sud-nord, parallèle à la côte, elle rejoint la gare de Wimille - Wimereux au PK 259,539, avant de franchir le Wimereux sur un viaduc à trois arches de vingt mètres de hauteur, et long de 54 mètres. Dès la sortie de cette gare, elle s'éloigne de la côte par une courbe sur la droite, puis sur un axe nord-est elle a un tracé sinueux entre des collines, passe sous l'autoroute A16 puis franchit la Slack avant d'arriver en gare de Marquise - Rinxent au PK 270,028. 
Après cette gare elle entre en rampe de 8 ‰ dans une zone où l'on trouve des carrières de calcaire à oolithes dans lequel on extrait du granulat mais aussi le « marbre du Boulonnais », on y trouve plusieurs embranchements particuliers de part et d'autre de la voie avant et après la halte du Haut-Banc, jusqu'à la gare de Caffiers au PK 278,251. La ligne atteint ici son point culminant, 96 mètres, au PK 277,5 en amont de Caffiers, avant de redescendre en direction de Calais vers la plaine de Flandre par une courbe puis une contre-courbe en pente atteignant 8 ‰.
La ligne rejoint alors le tracé de la LGV Nord dont elle devient parallèle en direction du tunnel sous la Manche et atteint alors la gare de Calais - Fréthun, commune à ces deux lignes. Orientée au nord, elle s'incurve alors vers l'est, longe par le sud les installations du terminal transmanche et atteint rapidement les faubourgs de Calais et la gare des Fontinettes, où elle se joint à la ligne de Lille aux Fontinettes. Enfin, après une vaste courbe à droite, elle atteint son terminus, Calais-Ville. Elle prenait fin jusque dans les années 1990 à la gare de Calais-Maritime.

### Gares ouvertes aux voyageurs
L'ensemble des gares ouvertes au trafic des voyageurs, dans les années 2020, est listé dans le tableau ci-dessous.
Les gares mentionnées en caractères gras sont celles desservies par des trains de grandes lignes. Par ailleurs, toutes les dessertes TER de la ligne sont conventionnées par la région Hauts-de-France.
| Nom                   | Service(s)          | Estimation du nombre annuel de voyageurs (en 2018), |
| --------------------- | ------------------- | --------------------------------------------------- |
| Boulogne-Ville        | TGV inOui TERGV TER | 784 536                                             |
| Boulogne-Tintelleries | TER                 | 286 180                                             |
| Wimille - Wimereux    | TER                 | 49 319                                              |
| Marquise - Rinxent    | TER                 | 139 133                                             |
| Le Haut-Banc          | TER                 | 4 759                                               |
| Caffiers              | TER                 | 2 945                                               |
| Pihen                 | TER                 | 1 461                                               |
| Calais - Fréthun      | TGV inOui TERGV TER | 723 716                                             |
| Les Fontinettes       | TER                 | 25 605                                              |
| Calais-Ville          | TGV inOui TERGV TER | 895 183                                             |

La disposition de l'ensemble des gares (y compris celles fermées aux voyageurs), ainsi que leurs points kilométriques respectifs, sont indiqués sur le schéma de la ligne.

### Équipement

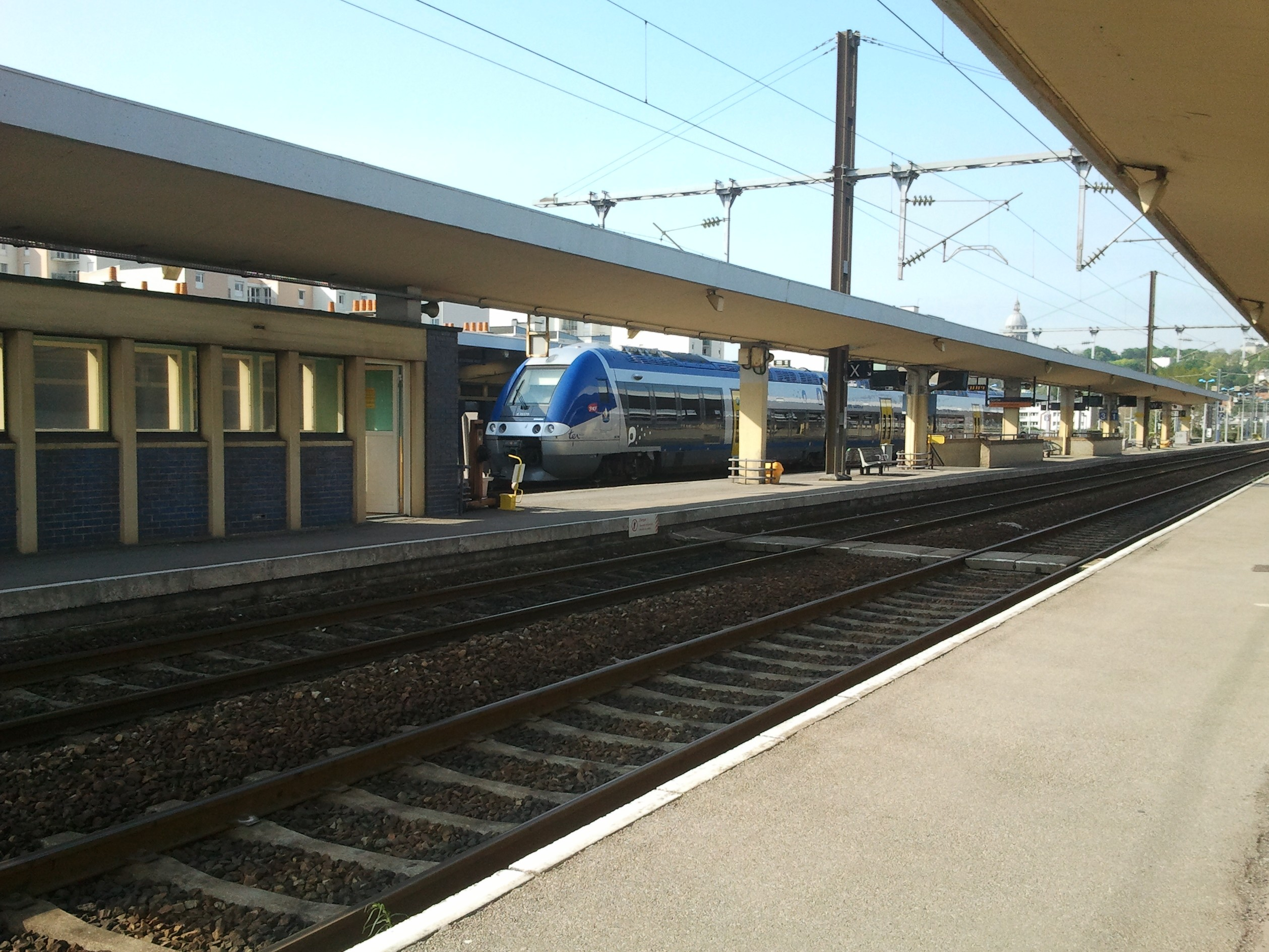
Les quais de la gare de Boulogne-Ville, électrifiée depuis mai 1994.

La ligne est équipée de deux voies électrifiées en 25 kV-50 Hz monophasé et équipée du block automatique à permissivité restreinte (BAPR), du contrôle de vitesse par balises (KVB) et d'une liaison radio sol-train avec transmission de données.

### Vitesses limites
Vitesses limites de la ligne en 2012 pour les AGC, TGV et les trains V 140 et V 160 en sens impair (certaines catégories de trains, comme les trains de marchandises, possèdent des limites plus faibles) :
| De                           | À                            | Limite |
| ---------------------------- | ---------------------------- | ------ |
| Calais-Ville Point PO        | Calais-Ville                 | 30     |
| Calais-Ville                 | Calais - Fréthun - Voyageurs | 100    |
| Calais - Fréthun - Voyageurs | Km 253,7                     | 140    |
| Km 253,7                     | Boulogne - Outreau           | 130    |

(*) À Boulogne, la vitesse est limitée à 30 km/h sur les voies de circulation.

## Exploitation

### Trafic des voyageurs

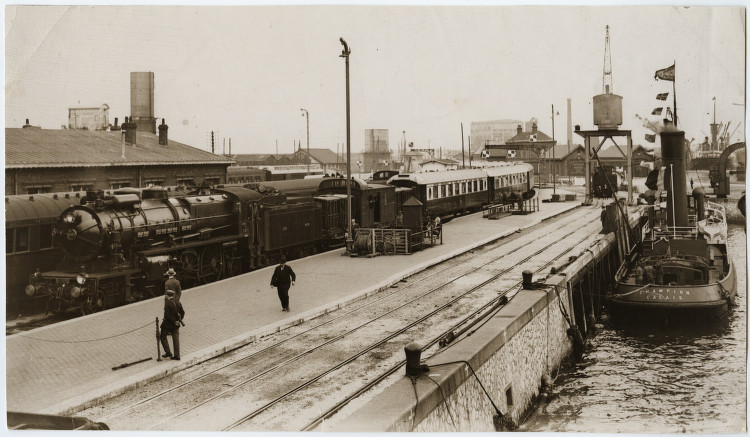
La Flèche-d'or arrivant en gare de Calais-Maritime le jour de son inauguration en 1926.

Les premiers jours de son exploitation la ligne est parcourue, dans chaque sens, par trois trains de voyageurs et deux trains de marchandises. Profitant d'un parcours plus court de 29 kilomètres en comparaison du trajet existant via Arras et Saint-Omer, deux trains semi-directs relient Paris-Nord à Calais via Boulogne en 9 heures 15 minutes, un autre toujours tracé par Arras mettant 10 heures 35 minutes pour atteindre son terminus.
Elle devient rapidement un maillon de la ligne internationale entre Londres et Paris avec la mise en route le 2 avril 1867 d'un service grande vitesse entre les deux capitales. Deux départs par jour à heures fixes dans chaque sens sont mis en œuvre, avec une traversée en bateau de la Manche d'une durée de 1 h 45 min. L'horaire Chaix de 1869 indique deux express première classe de Londres à Paris par Calais avec arrêts à Boulogne, Montreuil - Verton, Abbeville, Amiens et Creil ; un omnibus de Londres à Paris par Calais, 1re, 2e et 3e classe ; deux trains mixtes omnibus de Calais à Paris (un le matin et un le soir) ; et un train mixte de Calais à Boulogne. En complément de ces trains grandes lignes, la Compagnie met en service en 1888 des « trains légers », dit aussi « trains tramways », entre Calais et Boulogne. Ils permettent l'ouverture d'arrêts supplémentaires situés aux passages à niveaux des Tintelleries, du Haut-Blanc et de Pihen, ainsi qu'au passage supérieur de Wacquinghem.
Avec la ligne de Paris-Nord à Lille et la ligne de Paris à Bruxelles, l'axe Paris - Amiens - Boulogne - Calais constitue un des trois grands axes privilégiés par la Compagnie du Nord. Ainsi en 1923 par exemple, la trame des trains à grand parcours comprend le quotidien Orient-Express-Calais-Méditerranée en provenance de Bucarest et Budapest et l'hebdomadaire Bombay-Express, en provenance de Marseille. Outre ces trains de luxe, la ligne voit transiter le jour deux rapides Paris-Nord - Calais-Maritime, deux Amiens - Calais-Ville, un Boulogne - Calais - Lille - Bruxelles et un train de nuit Paris - Calais-Maritime. Le 11 septembre 1926, un nouveau train prestigieux est mis en service entre Paris et Calais-Maritime, La Flèche-d'or, tracté par une locomotive Pacific avec voitures Pullman de la Compagnie internationale des wagons-lits (CIWL).

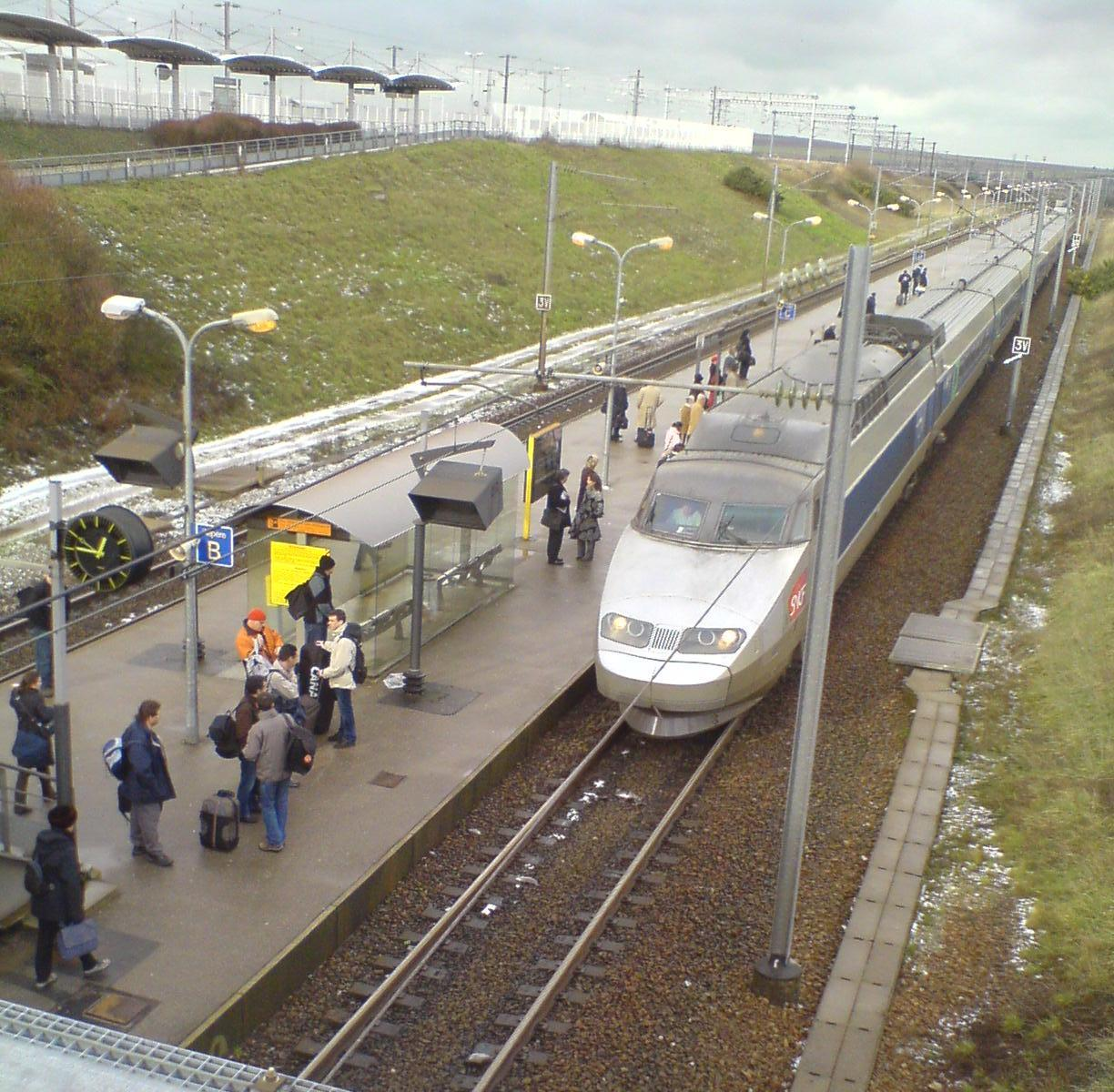
Une rame de type TGV Sud-Est en provenance de Calais-Ville entre en gare de Calais - Fréthun en 2006.

Durant les années 1930, une large gamme de trains rapides et express sillonne la ligne, dont un nouveau train nocturne reliant l'Autriche et la Suisse à Calais-Maritime via Bâle, Chaumont, Châlons, Laon et Amiens. L'arrivée du Front populaire en 1936 provoque une arrivée massive de la clientèle laborieuse, avec le lancement de nombreux trains de plaisir temporaires reliant l'été Paris aux plages de la Manche. La nationalisation en 1938 avec la création de la SNCF ne modifie pas la trame générale ; la desserte omnibus voit cependant les rames tractées par des machines à vapeur être progressivement remplacée par des autorails. Mais la déclaration de guerre en 1939 va mettre un coup d'arrêt brutal à l'activité florissante de la ligne.
En mars 1945, le trafic commercial est rétabli, un TA relie Paris à Calais-Vile en 5 h 40 minutes, un train direct puis omnibus à partir d'Abbeville en 9 h. La Flèche-d'Or est rétablie le 15 avril 1946 avec la reprise du trafic maritime, assurant un trajet direct depuis la capitale jusqu'à Calais-Maritime en 3 h 36 pour 299 kilomètres. La même année, des relations sont recréées depuis Paris jusqu'à Calais-Ville avec deux express intérieurs quotidiens, ou vers l'Angleterre depuis d'autres destinations comme le Calais-Méditerranée ou d'autres depuis la Suisse, tandis que deux allers-retours semi-directs par autorail relient Amiens à Calais. 
L'électrification le 29 mai 1960 du tronçon de Paris à Amiens de la ligne de Paris-Nord à Lille permet de légèrement accélérer les trains pour Boulogne et Calais. Le rapide 69 relie alors Paris à Boulogne en 2 h 34 minutes. En 1969, une relation supplémentaire est créée entre Paris et Calais-Ville, mais le développement de la voie aérienne réduit progressivement le trafic des gares maritimes. Au début des années 1970, l'introduction de locomotives diesel de type A1AA1A 68000 et CC 72000 met fin à la traction vapeur et permet grâce à leur vitesse de pointe plus élevée de gagner quelques minutes de temps de trajet sur les rapides et express. Durant la décennie, l'introduction de BB 67400, couplables, met fin à la circulation des CC 72000 sur cet axe. La trame est étoffée, avec six fréquences quotidiennes de Paris-Nord à Calais dont certaines enlèvent des voitures en relations internationales depuis Rome, Milan, Trieste ou Vintimille.
L'électrification de la ligne en mai 1994 permet la mise en marche de deux allers-retours TGV, le matin et le soir, tracés en 2 h 01 via Lille-Europe et Calais - Fréthun où ils rebroussent, ce qui permet de diminuer le temps de parcours de Paris à Boulogne de trente minutes par rapport aux meilleurs trains classiques via Amiens malgré un conséquent allongement géographique du parcours. Quatre trains Corail sont maintenus entre Paris-Nord et Calais via Amiens et Boulogne, tracés par des BB 67400. La desserte TER, jusque-là assurée par autorails EAD X 4500 ou des compositions BB 67400 + rame inox omnibus (RIO), laisse très progressivement place à des locomotives électriques BB 16500 + RIO, puis, à partir du printemps 2000, à des TER 2N Z 23500.
À la même époque, la région Nord-Pas-de-Calais inaugure un nouveau service TER qui constitue une première en France, le TERGV ou transport express régional à grande vitesse, liaisons assurée par du matériel TGV empruntant un tronçon de la LGV Nord. À partir du 28 mai 2000, des TGV relient Lille-Europe à Boulogne en 55 minutes après rebroussement à Calais - Fréthun, atteinte en 30 minutes. En 2002, le report massif des voyageurs vers le TGV amène la SNCF à supprimer les trains classiques Paris - Calais, dorénavant limités à Boulogne-Ville, avec cinq fréquences quotidiennes, six les vendredis. Enfin à partir de l'été 2003, l'opération « TER Mer » avec trajets à un euro proposée les week-ends par la région rencontre un grand succès auprès d'une clientèle populaire, avec la mise en route de trains reliant diverses villes de la région au littoral, avec correspondance à Boulogne et Calais par bus vers les plages de la Manche.
Au début des années 2010, outre les trains de marchandises, deux relations TGV parcourent quotidiennement la ligne, de Paris-Nord à Boulogne via la LGV Nord et rebroussant à Calais - Fréthun. Toutefois le trafic est majoritairement constitué de trains régionaux TER, dont sept fréquences Boulogne - Calais, six Boulogne - Lille avec rebroussement à Calais, quatre Rang-du-Fliers - Calais, une Arras - Boulogne - Calais et une fréquence Amiens - Calais au titre du TER Picardie, mais aussi de quatre TERGV Lille-Europe - Boulogne assurés par des rames TGV Sud-Est ou Nord de Londres (NOL),.
En 2022, le service TER Hauts-de-France fait circuler quotidiennement sur cette ligne des trains omnibus entre Calais et Rang-du-Fliers, mais aussi des trains semi directs, reliant Amiens ou Paris-Nord à Calais via Longueau notamment. Des TERGV circulent également sur cette ligne, qui permettent des liaisons entre Lille-Europe et Calais ou Boulogne. Certains de ces TERGV sont en fait des TGV InOui en provenance ou à destination de Paris-Nord, mais qui passent sous le label TERGV dès la gare d'Arras.

### Trafic des marchandises
Le trafic de marchandises est dès le départ important, alimenté par les usines du parcours, les fours à chaux et les carrières. Au milieu des années 1970, quatre gares de la ligne connaissent un trafic de marchandises significatif. 
Le trafic atteint un total de 676 000 tonnes à Boulogne, dont 161 000 tonnes à l'importation (pâte à papier...), 127 000 tonnes à l'exportation (sucre, ciment...), 294 000 tonnes d'arrivages intérieurs (coke de Bully-Grenay) et 94 000 tonnes destinées aux expéditions nationales (ferromanganèse, ferroalliages des aciéries de Paris-Outreau). À Marquise - Rinxent, le trafic repose sur 594 000 tonnes, pour l'essentiel de matériaux de carrière, expédiés par les carrières de la vallée heureuse, et les marbres du Boulonnais et de Stinkal. À Caffiers, le trafic est également essentiellement constitué d'expéditions de produits des carrières, avec 533 000 tonnes des embranchements de Chaux et Dolomies du Boulonnais. 
Enfin, Calais reçoit et expédie une importante quantité de produits, avec 595 000 tonnes constitués d'importations de bois, zinc et de charbon, et d'exportations de charbon, voitures neuves, fruits et légumes en plus du trafic local. Mais ces expéditions transitent via la ligne de Lille aux Fontinettes et non celle du littoral.